# 白兵戦章
白兵戦章（Nahkampfspange）は、ナチス・ドイツが制定した勲章である。

## 概要

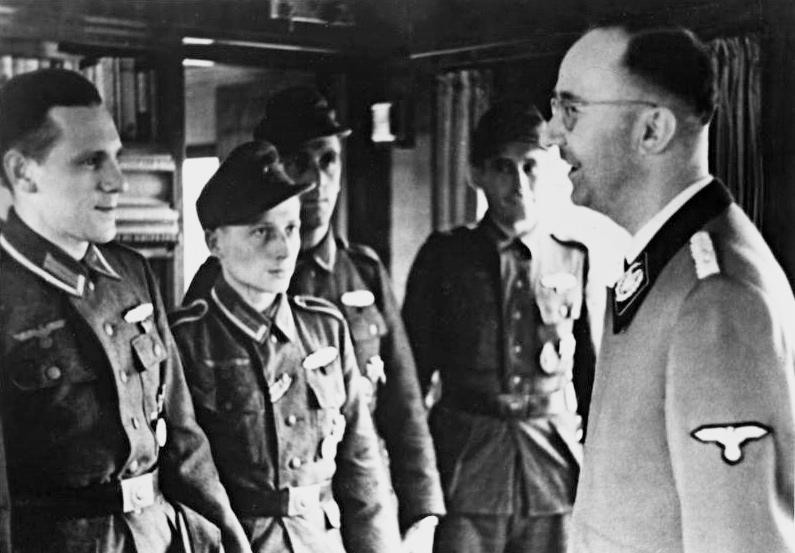
国防軍と武装親衛隊の下士官に白兵戦章金章を授与するハインリヒ・ヒムラー親衛隊全国指導者。1944年10月

一定期間、戦車などによる装甲兵力の支援なしで近接戦闘を行ったドイツ国防軍及び武装親衛隊の軍人が授与対象で、軍服の左胸ポケットの上部に佩用した。
任務（攻撃、防御、斥候など）や場所（前線、後方陣地、輸送路での移動中など）を問わず、敵の表情が分かるほどの近距離で行われた戦闘が審査の対象とされた。
この勲章には、授与基準を満たした近接戦闘を行った日数によって、金章、銀章、銅章の三等級が存在し、特に金章は騎士鉄十字章にも匹敵する名誉で、受賞者が軍学校で自らの戦闘経験を教授する任務を与えられたり、アドルフ・ヒトラー総統が直々に授与することもしばしばあった。
また、負傷をした者や東部戦線に従軍している者には、必要な近接戦闘の日数を減らすなどの調整が行われることもあった。受賞者がすでに死亡していた場合には、この勲章は遺族に送付された。
ドイツ国防軍及び武装親衛隊に所属した1800万人から2000万人の軍人に対して、銅章が3万6400人、銀章が9500人、金章が631人に授与された。

## 種類と授与基準
|                                                  |                                                  |                                                  |
| 金章                                             | 銀章                                             | 銅章                                             |
| 50日の装甲支援なしでの近接戦闘（負傷時には40日） | 30日の装甲支援なしでの近接戦闘（負傷時には20日） | 15日の装甲支援なしでの近接戦闘（負傷時には10日） |